# ポルシェ・テニス・グランプリ
ポルシェ・テニス・グランプリ（Porsche Tennis Grand Prix）とは、2008年までは毎年10月上旬、2009年以降は毎年4月下旬に、ドイツ・シュトゥットガルト（2005年までは近郊のフィルダーシュタットという町で行われていた）のポルシェ・アレーナで行われる女子テニスのトーナメントである。
冠名からもわかるように、ポルシェが冠スポンサーについている。この大会の優勝者は、優勝賞金を金銭でもらうか、ポルシェ社の自動車をもらうかのどちらかを選択できる。
この大会は選手の人気が高くWTAアワードの最優秀プレミア大会を、2010年と2011年、2012年の3年連続で受賞している。2020年大会は新型コロナウイルス感染症の影響により中止された。

## 大会歴代優勝者

### シングルス
| 年     | 優勝者                           | 準優勝者                         | 決勝結果         |
| ------ | -------------------------------- | -------------------------------- | ---------------- |
| 1978年 | トレーシー・オースチン           | ベティ・ストーブ                 | 6-3, 6-3         |
| 1979年 | トレーシー・オースチン           | マルチナ・ナブラチロワ           | 6-2, 6-0         |
| 1980年 | トレーシー・オースチン           | シェリー・アッカー               | 6-2, 7-5         |
| 1981年 | トレーシー・オースチン           | マルチナ・ナブラチロワ           | 4-6, 6-3, 6-4    |
| 1982年 | マルチナ・ナブラチロワ           | トレーシー・オースチン           | 6-3, 6-3         |
| 1983年 | マルチナ・ナブラチロワ           | カトリーヌ・タンビエ             | 6-1, 6-2         |
| 1984年 | カタリナ・リンドクイスト         | シュテフィ・グラフ               | 6-1, 6-4         |
| 1985年 | パム・シュライバー               | カタリナ・リンドクイスト         | 6-1, 7-5         |
| 1986年 | マルチナ・ナブラチロワ           | ハナ・マンドリコワ               | 6-2, 6-3         |
| 1987年 | マルチナ・ナブラチロワ           | クリス・エバート                 | 7-5, 6-1         |
| 1988年 | マルチナ・ナブラチロワ           | クリス・エバート                 | 6-2, 6-3         |
| 1989年 | ガブリエラ・サバティーニ         | メアリー・ジョー・フェルナンデス | 7-6, 6-4         |
| 1990年 | メアリー・ジョー・フェルナンデス | バルバラ・パウルス               | 6-1, 6-3         |
| 1991年 | アンケ・フーバー                 | マルチナ・ナブラチロワ           | 2-6, 6-2, 7-6    |
| 1992年 | マルチナ・ナブラチロワ           | ガブリエラ・サバティーニ         | 7-6, 6-3         |
| 1993年 | マリー・ピエルス                 | ナターシャ・ズベレワ             | 6-3, 6-3         |
| 1994年 | アンケ・フーバー                 | マリー・ピエルス                 | 6-4, 6-2         |
| 1995年 | イバ・マヨリ                     | ガブリエラ・サバティーニ         | 6-4, 7-6         |
| 1996年 | マルチナ・ヒンギス               | アンケ・フーバー                 | 6-2, 3-6, 6-3    |
| 1997年 | マルチナ・ヒンギス               | リサ・レイモンド                 | 6-4, 6-2         |
| 1998年 | サンドリーヌ・テスチュ           | リンゼイ・ダベンポート           | 7-5, 6-3         |
| 1999年 | マルチナ・ヒンギス               | マリー・ピエルス                 | 6-4, 6-1         |
| 2000年 | マルチナ・ヒンギス               | キム・クライシュテルス           | 6-0, 6-3         |
| 2001年 | リンゼイ・ダベンポート           | ジュスティーヌ・エナン           | 7-5, 6-4         |
| 2002年 | キム・クライシュテルス           | ダニエラ・ハンチュコバ           | 4-6, 6-3, 6-4    |
| 2003年 | キム・クライシュテルス           | ジュスティーヌ・エナン・アーデン | 5-7, 6-4, 6-2    |
| 2004年 | リンゼイ・ダベンポート           | アメリ・モレスモ                 | 6-2, 途中棄権    |
| 2005年 | リンゼイ・ダベンポート           | アメリ・モレスモ                 | 6-2, 6-4         |
| 2006年 | ナディア・ペトロワ               | タチアナ・ゴロビン               | 6-3, 7-6         |
| 2007年 | ジュスティーヌ・エナン           | タチアナ・ゴロビン               | 2-6, 6-2, 6-1    |
| 2008年 | エレナ・ヤンコビッチ             | ナディア・ペトロワ               | 6–4, 6–3         |
| 2009年 | スベトラーナ・クズネツォワ       | ディナラ・サフィナ               | 6–4, 6–3         |
| 2010年 | ジュスティーヌ・エナン           | サマンサ・ストーサー             | 6-4, 2-6, 6-1    |
| 2011年 | ユリア・ゲルゲス                 | キャロライン・ウォズニアッキ     | 7–6(3), 6–3      |
| 2012年 | マリア・シャラポワ               | ビクトリア・アザレンカ           | 6–1, 6–4         |
| 2013年 | マリア・シャラポワ               | 李娜                             | 6–4, 6–3         |
| 2014年 | マリア・シャラポワ               | アナ・イバノビッチ               | 3–6, 6–4, 6–1    |
| 2015年 | アンゲリク・ケルバー             | キャロライン・ウォズニアッキ     | 3–6, 6–4, 6–1    |
| 2016年 | アンゲリク・ケルバー             | ラウラ・シグムント               | 6–4, 6–0         |
| 2017年 | ラウラ・シグムント               | クリスティナ・ムラデノビッチ     | 6–1, 2–6, 7–6(5) |
| 2018年 | カロリナ・プリスコバ             | ココ・バンダウェイ               | 7–6(2), 6–4      |
| 2019年 | ペトラ・クビトバ                 | アネット・コンタベイト           | 6–3, 7–6(2)      |
| 2020年 | 開催中止                         | 開催中止                         | 開催中止         |
| 2021   | アシュリー・バーティ             | アリーナ・サバレンカ             | 3–6, 6–0, 6–3    |
| 2022   | イガ・シフィオンテク             | アリーナ・サバレンカ             | 6–2, 6–2         |
| 2023   | イガ・シフィオンテク             | アリーナ・サバレンカ             | 6-3, 6-4         |
| 2024   | エレーナ・リバキナ               | マルタ・コスチュク               | 6-2, 6-2         |
| 2025   | エレナ・オスタペンコ             | アリーナ・サバレンカ             | 6-4, 6-1         |

### ダブルス
| 年     | 優勝者                                              | 準優勝者                                              | 決勝結果            |
| ------ | --------------------------------------------------- | ----------------------------------------------------- | ------------------- |
| 1978年 | トレーシー・オースチン ベティ・ストーブ             | ミマ・ヤウソベッツ バージニア・ルジッチ               | 6-3, 6-2            |
| 1979年 | マルチナ・ナブラチロワ ビリー・ジーン・キング       | ウェンディ・ターンブル ベティ・ストーブ               | 6-3, 6-3            |
| 1980年 | マルチナ・ナブラチロワ ベティ・ストーブ             | キャシー・ジョーダン アン・スミス                     | 6-4, 7-5            |
| 1981年 | マルチナ・ナブラチロワ ミマ・ヤウソベッツ           | バーバラ・ポッター アン・スミス                       | 6-4, 6-1            |
| 1982年 | マルチナ・ナブラチロワ パム・シュライバー           | キャンディ・レイノルズ アン・スミス                   | 6-2, 6-3            |
| 1983年 | マルチナ・ナブラチロワ キャンディ・レイノルズ       | カトリーヌ・タンビエ バージニア・ルジッチ             | 6-2, 6-1            |
| 1984年 | クラウディア・コーデ＝キルシュ ヘレナ・スコバ       | ベッティーナ・バンジ エヴァ・プファッフ               | 6-2, 4-6, 6-3       |
| 1985年 | ハナ・マンドリコワ パム・シュライバー               | カリーナ・カールソン ティヌ・ショイアー・ラーセン     | 6-2, 6-1            |
| 1986年 | マルチナ・ナブラチロワ パム・シュライバー           | ジーナ・ガリソン ガブリエラ・サバティーニ             | 7-6, 6-4            |
| 1987年 | マルチナ・ナブラチロワ パム・シュライバー           | ジーナ・ガリソン ロリ・マクニール                     | 6-1, 6-2            |
| 1988年 | マルチナ・ナブラチロワ イオナ・クジンスカ           | ラファエラ・レジ エルナ・ライナッハ                   | 6-1, 6-4            |
| 1989年 | メアリー・ジョー・フェルナンデス ロビン・ホワイト   | ラファエラ・レジ エルナ・ライナッハ                   | 6-4, 7-6            |
| 1990年 | メアリー・ジョー・フェルナンデス ジーナ・ガリソン   | アランチャ・サンチェス・ビカリオ メルセデス・パス     | 7-5, 6-3            |
| 1991年 | マルチナ・ナブラチロワ ヤナ・ノボトナ               | パム・シュライバー ナターシャ・ズベレワ               | 6-2, 5-7, 6-4       |
| 1992年 | アランチャ・サンチェス・ビカリオ ヘレナ・スコバ     | パム・シュライバー ナターシャ・ズベレワ               | 6-4, 7-5            |
| 1993年 | ジジ・フェルナンデス ナターシャ・ズベレワ           | マルチナ・ナブラチロワ パティ・フェンディック         | 7-6, 6-4            |
| 1994年 | ジジ・フェルナンデス ナターシャ・ズベレワ           | マノン・ボーラグラフ ラリサ・ネーランド               | 7-6, 6-4            |
| 1995年 | ジジ・フェルナンデス ナターシャ・ズベレワ           | メレディス・マグラス ラリサ・ネーランド               | 5-7, 6-1, 6-4       |
| 1996年 | ニコル・アレント ヤナ・ノボトナ                     | マルチナ・ヒンギス ヘレナ・スコバ                     | 6-2, 6-3            |
| 1997年 | マルチナ・ヒンギス アランチャ・サンチェス・ビカリオ | ヤナ・ノボトナ リンゼイ・ダベンポート                 | 7-6, 3-6, 7-6       |
| 1998年 | リンゼイ・ダベンポート ナターシャ・ズベレワ         | アランチャ・サンチェス・ビカリオ アンナ・クルニコワ   | 6-4, 6-2            |
| 1999年 | サンドリーヌ・テスチュ チャンダ・ルビン             | アランチャ・サンチェス・ビカリオ ラリサ・ネーランド   | 6-3, 6-4            |
| 2000年 | マルチナ・ヒンギス アンナ・クルニコワ               | アランチャ・サンチェス・ビカリオ バルバラ・シェット   | 6-4, 6-2            |
| 2001年 | リサ・レイモンド リンゼイ・ダベンポート             | メガン・ショーネシー ジュスティーヌ・エナン           | 6-4, 6-7, 7-5       |
| 2002年 | リサ・レイモンド リンゼイ・ダベンポート             | メガン・ショーネシー パオラ・スアレス                 | 6-2, 6-4            |
| 2003年 | リサ・レイモンド レネ・スタブス                     | カーラ・ブラック マルチナ・ナブラチロワ               | 6-2, 6-4            |
| 2004年 | カーラ・ブラック レネ・スタブス                     | アンナ＝レナ・グローネフェルト ユリア・シュルフ       | 6-3, 6-2            |
| 2005年 | ダニエラ・ハンチュコバ アナスタシア・ミスキナ       | フランチェスカ・スキアボーネ クベタ・ペシュケ         | 6-0, 3-6, 7-5       |
| 2006年 | リサ・レイモンド サマンサ・ストーサー               | カーラ・ブラック レネ・スタブス                       | 6-3, 6-4            |
| 2007年 | クベタ・ペシュケ レネ・スタブス                     | 詹詠然 ディナラ・サフィナ                             | 6-7, 7-6, [10-2]    |
| 2008年 | アンナ＝レナ・グローネフェルト パティ・シュナイダー | クベタ・ペシュケ レネ・スタブス                       | 6-2, 6-4            |
| 2009年 | ナディア・ペトロワ ベサニー・マテック＝サンズ       | ヒセラ・ドゥルコ フラビア・ペンネッタ                 | 5–7, 6–3, [10–7]    |
| 2010年 | ヒセラ・ドゥルコ フラビア・ペンネッタ               | クベタ・ペシュケ カタリナ・スレボトニク               | 3–6, 7–6, [10–5]    |
| 2011年 | ザビーネ・リシキ サマンサ・ストーサー               | クリスティーナ・バロア ジャスミン・ヴェール           | 6–1, 7–6(5)         |
| 2012年 | イベタ・ベネソバ バルボラ・ザフラボバ・ストリコバ   | ユリア・ゲルゲス アンナ＝レナ・グローネフェルト       | 6–4, 7–5            |
| 2013年 | モナ・バルテル ザビーネ・リシキ                     | ベサニー・マテック＝サンズ サニア・ミルザ             | 6–4, 7–5            |
| 2014年 | サラ・エラニ ロベルタ・ビンチ                       | カーラ・ブラック サニア・ミルザ                       | 6–2, 6–3            |
| 2015年 | ベサニー・マテック＝サンズ ルーシー・サファロバ     | キャロリン・ガルシア カタリナ・スレボトニク           | 6–4, 6–3            |
| 2016年 | キャロリン・ガルシア クリスティナ・ムラデノビッチ   | マルチナ・ヒンギス サニア・ミルザ                     | 2–6, 6–1, [10–6]    |
| 2017年 | ラケル・アタウォ エレナ・オスタペンコ               | アビゲイル・スピアーズ カタリナ・スレボトニク         | 6–4, 6–4            |
| 2018年 | ラケル・アタウォ アンナ＝レナ・グローネフェルト     | ニコール・メリヒャル クベタ・ペシュケ                 | 6–4, 6–7(5), [10–5] |
| 2019年 | モナ・バルテル アンナ＝レナ・フリードサム           | アナスタシア・パブリュチェンコワ ルーシー・サファロバ | 2–6, 6–3, [10–6]    |
| 2020年 | 開催中止                                            | 開催中止                                              | 開催中止            |
| 2021年 | アシュリー・バーティ ジェニファー・ブレイディ       | デシラエ・クラウチェク ベサニー・マテック＝サンズ     | 6–4, 5–7, [10–5]    |
| 2022年 | デシラエ・クラウチェク デミ・スゥース               | コリ・ガウフ 張帥                                     | 6–3, 6–4            |